# Mount Dawson, British Columbia
Mount Dawson är ett berg i Kanada.   Det ligger i provinsen British Columbia, i den centrala delen av landet, 3 100 km väster om huvudstaden Ottawa. Toppen på Mount Dawson är 3 377 meter över havet.
Terrängen runt Mount Dawson är huvudsakligen bergig. Mount Dawson är den högsta punkten i trakten. Trakten runt Mount Dawson är nära nog obefolkad, med mindre än två invånare per kvadratkilometer.. Det finns inga samhällen i närheten. 
Trakten runt Mount Dawson är permanent täckt av is och snö.